# Napaea zikani
Napaea zikani är en fjärilsart som beskrevs av Hans Ferdinand Emil Julius Stichel 1923. Napaea zikani ingår i släktet Napaea och familjen Riodinidae. Inga underarter finns listade i Catalogue of Life.